# Терпугов Микола Васильович
Микола Васильович Терпугов (14 жовтня 1878, Тамбов — 18 липня 1955) — вчений в галузі гідротехнічних споруд, доктор технічних наук, професор.

## Біографія
Народився 14 жовтня 1878 року в Тамбові. В 1901 році закінчив Петербурзький університет шляхів сполучення. Вдосконалювався у Німеччині, Франції, Швейцарії, Єгипті, де ознайомився з гатями на Нілі. З 1927 року в Київському політехнічному інституті.
Займався питаннями регулювання русел річок. Під його керівництвом виросли такі відомі вчені доктори технічних наук М. М. Біляшевський, Л. І. Дятловицький, М. О. Силін, кандидат технічних наук доц. Ю. А. Химерик. Завідував кафедрою гідротехнічних споруд Київського гідромеліоративного інституту в період з 1932 по 1955 рік.

Могила Миколи Терпугова

Помер 18 липня 1955 року. Похований в Києві на Лук'янівському цвинтарі (ділянка №26). Надгробок — прямокутна стела з чорного граніту, керамічне фото.

## Праці
За 1947—1949 роки опублікував такі праці:
- «Струенаправляющие дамбы на широких поймах»;
- «Регуляционные сооружения для мелких и средних рек Украины»;
- «Довиявлення можливості транспортного використання річок України»;
- «Регуляционные сооружения удешевленного типа»;
- «Водозаборные сооружения при орошении юга Украины»[2].